# Carl Bertelsmann
Carl Heinrich Bertelsmann (* 11. Oktober 1791 in Gütersloh; † 17. Dezember 1850 ebenda) war ein deutscher Drucker und Verleger.

## Leben
Seine Eltern waren der Kaufmann und Bierbrauer Johann Friedrich Bertelsmann (1757–1793) und dessen Ehefrau Friederike Louise Schürmann.
Er wurde als dritter von vier Söhnen geboren und wuchs, da sein Vater früh verstorben war, als Halbwaise auf. 1811 wurde er Sekretär beim Gütersloher Bürgermeister. Um einer möglichen Einberufung in die napoleonische Armee zu entgehen, verließ er den Verwaltungsdienst nach kurzer Zeit und begab sich auf Wanderschaft. So lernte er in Vlotho das Buchbinderhandwerk. 1815 kehrte er in seinen Heimatort zurück. Ab 1821 war er dort als Buchbinder tätig und übernahm parallel das Amt des Steuereinnehmers. 1822 wurde er Rendant der Gütersloher Kommunalkasse. In diesem Jahr heiratete er Frederike Helling (1790–1857) aus Borgholzhausen, mit der er fünf Kinder großzog.

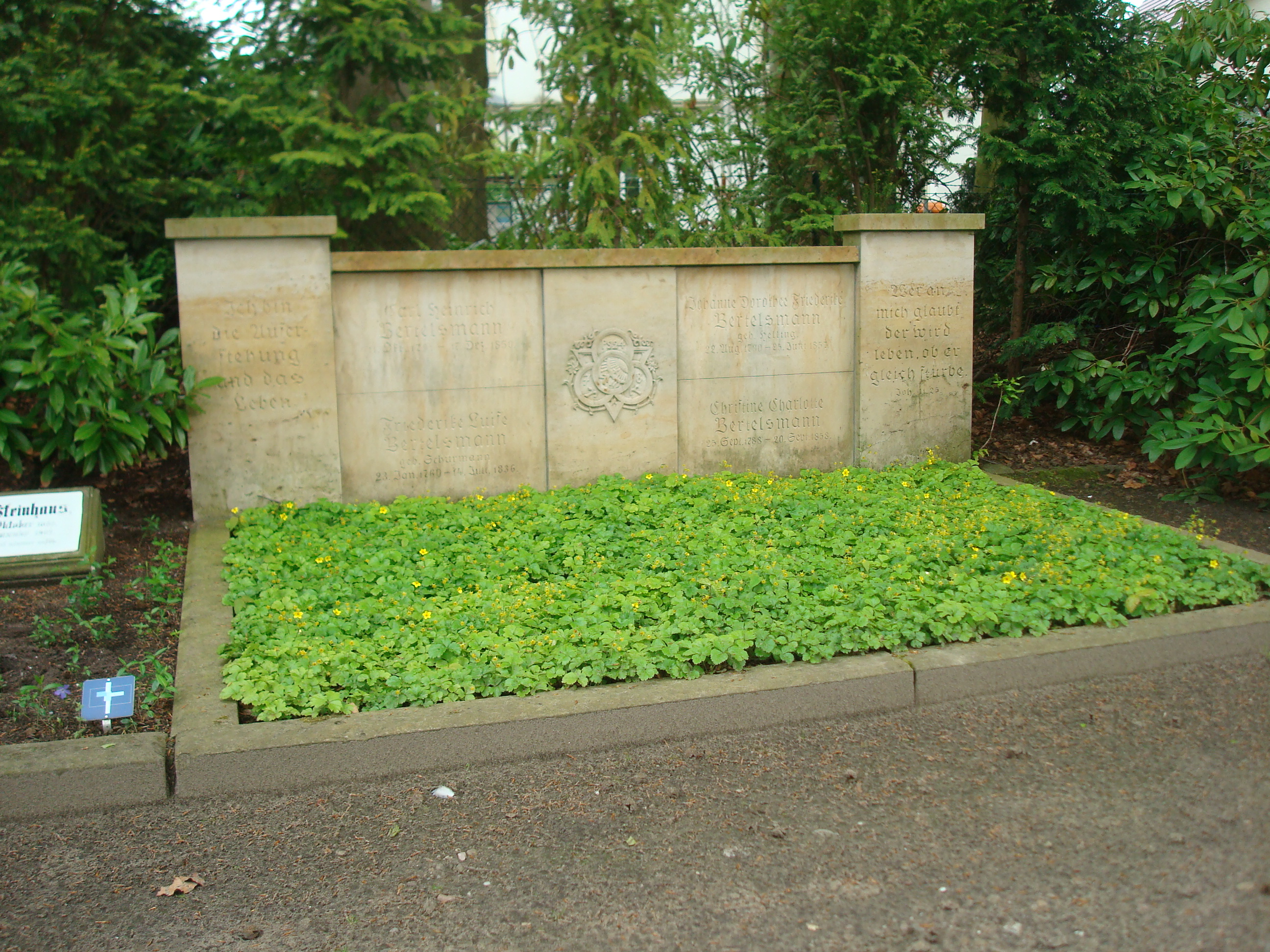
Die Grabstätte Carl Bertelsmanns auf dem Alten Stadtfriedhof in Gütersloh zeigt in der Mitte das ursprüngliche Firmensignet des C. Bertelsmann Verlags.

Seine 1824 errichtete Steindruckerei produzierte vor allem Liederhefte für Schulen. 1833 publizierte er die erste Gütersloher Zeitung, das Wochenblatt „Öffentlicher Anzeiger für den Kreis Wiedenbrück“, das er jedoch wegen fehlendem wirtschaftlichen Erfolg bereits nach einem halben Jahr einstellte.
Aus seinem am 1. Juli 1835 gegründeten C. Bertelsmann Verlag, der zunächst kirchliche Schriften, evangelische Missions-, Erbauungsliteratur und Liederbücher herausbrachte, entwickelte sich der Medienkonzern Bertelsmann.
Bertelsmann war als Kirchmeister und Presbyter kirchlich engagiert und ab 1847 als Stadtverordneter und Magistratsmitglied in Gütersloh auch politisch aktiv. Er veröffentlichte die erste Armenordnung der Stadt Gütersloh und spendete aus seinem Privatvermögen eine beträchtliche Summe für den Bau der Eisenbahnstrecke Köln-Minden durch Gütersloh. Bertelsmann galt als preußisch-konservativ und protestantisch-pietistisch. So initiierte er als Anhänger der Ravensberger Erweckungsbewegung den Bau eines neuen Pfarrhauses und setzte sich maßgeblich für die Gründung des Evangelisch Stiftischen Gymnasiums in Gütersloh ein. 
Ein Jahr vor seinem Tod übernahm sein Sohn Heinrich (1827–1887) den Betrieb, der zu diesem Zeitpunkt 14 Mitarbeiter beschäftigte. Dessen Tochter Friederike (1856–1946) heiratete den Buchhändler Johannes Mohn. Carl Bertelsmanns älteste Tochter Anna Friederike Luise heiratete den Volksschulrektor Friedrich Eickhoff, Herausgeber erfolgreicher christlicher Liederbücher im Bertelsmannverlag. Bertelsmanns Tochter Anna heiratete 1850 den Mediziner und späteren Ehrenbürger von Gütersloh Carl Zumwinkel.
Die Grabstätte Carl Bertelsmanns auf dem Alten Stadtfriedhof wurde 1994 unter der Denkmalnummer A 208 in die Liste der Baudenkmäler in Gütersloh eingetragen.
1960, zum 125-jährigen Bestehen des Verlages, ehrte die Stadt Gütersloh Bertelsmann mit der Umbenennung der bisherigen Wilhelmstraße in Carl-Bertelsmann-Straße, an der heute das Bertelsmann Corporate Center, die Bertelsmann Stiftung sowie viele weitere Unternehmen des Konzerns ihren Sitz haben. Die Bertelsmann Stiftung verlieh von 1988 bis 2008 jährlich den Carl Bertelsmann-Preis (heute Reinhard-Mohn-Preis), mit dem innovative und exemplarische Lösungsansätze für politische und gesellschaftliche Probleme ausgezeichnet wurden.